# Crypticerya cajani
Crypticerya cajani är en insektsart som först beskrevs av Robert Newstead 1917.  Crypticerya cajani ingår i släktet Crypticerya och familjen pärlsköldlöss.
Artens utbredningsområde är Nigeria. Inga underarter finns listade i Catalogue of Life.